# Harbor Gateway
Harbor Gateway est un quartier situé dans la zone portuaire de Los Angeles, en Californie.

## Géographie
Le quartier se situe dans la région de la South Bay, qui comprend des municipalités indépendantes (comme El Segundo ou Redondo Beach par exemple) en même temps que des quartiers de Los Angeles.

## Population
La population du quartier s'élevait à 42 005 habitants en 2008.